# Stagmomantis theophila
Stagmomantis theophila är en bönsyrseart som beskrevs av Rehn 1904. Stagmomantis theophila ingår i släktet Stagmomantis och familjen Mantidae. Inga underarter finns listade i Catalogue of Life.